# Ryan Pearson (basketballer)
Ryan Pearson (New York, 27 februari 1990) is een Amerikaans basketballer.

## Carrière
Pearson speelde collegebasketbal voor de George Mason Patriots van 2008 tot 2012. Hij werd niet gekozen in de NBA-draft van 2012 en tekende in Oekraïne bij BK Hoverla waar hij een seizoen speelde. Hij tekende in de zomer van 2013 bij Maccabi Ashdod in Israël maar moest er eind december vertrekken na amper negen wedstrijden gespeelde te hebben. Hij tekende niet veel later bij de Antwerp Giants als vervanger van Clayton Vette waar hij de rest van het seizoen speelde. In de zomer van 2014 zou hij spelen voor de Sean Bell Allstars in The Basketball Tournament maar speelde uiteindelijk niet. Hij tekende voor het seizoen 2014/15 terug bij de Giants.
In 2015 tekende hij een contract bij het Hongaarse Alba Fehérvár en speelde er een seizoen. Voor het seizoen 2016/17 speelde hij voor het Franse Le Mans Sarthe in de Franse hoogste klasse. Hij tekende het seizoen erop bij reeksgenoot JDA Dijon Basket waar hij twee seizoenen speelde. In 2018 tekende hij voor Boulazac Basket Dordogne ook in de Franse hoogste klasse.
In het seizoen 2019/20 speelde hij voor het Mexicaans Abejas de León. Het seizoen erop tekende hij in Uruguay bij Urunday Universitario maar speelde het seizoen uit in Oekraïne bij Kiev Basket. In de zomer van 2021 speelde hij voor Autism Army in The Basketball Tournament. In 2021 tekende hij bij het Puerto-Ricaanse Vaqueros de Bayamón en tekende voor 2022/23 bij RoS Elasto Painters. In 2023 tekende hij opnieuw bij Vaqueros de Bayamón. In september 2023 werd hij geruild naar de Mets de Guaynabo in een ruil waarbij ook Benito Santiago Jr., Onzie Branch, Christian Pizarro en Oenis Medina betrokken waren. Hij tekende echter bij het Mexicaanse Soles de Mexicali eind september 2023.
Hij keerde begin 2024 terug naar Puerto Rico en Mets de Guaynabo, tijdens de zomer tekende hij opnieuw bij het Mexicaanse Soles de Mexicali.

## Erelijst
- Puerto Ricaans landskampioen: 2023